# Давіде Сантон
Дáвіде Сантόн (італ. Davide Santon, нар. 2 січня 1991, Портомаджоре) — італійський футболіст, що грав на позиції захисника, зокрема за національну збірну Італії.
Дворазовий чемпіон Італії. Володар Кубка Італії. Дворазовий володар Суперкубка Італії з футболу. Переможець Ліги чемпіонів УЄФА.

## Клубна кар'єра
Вихованець юнацьких команд футбольних клубів «Равенна» та «Інтернаціонале».

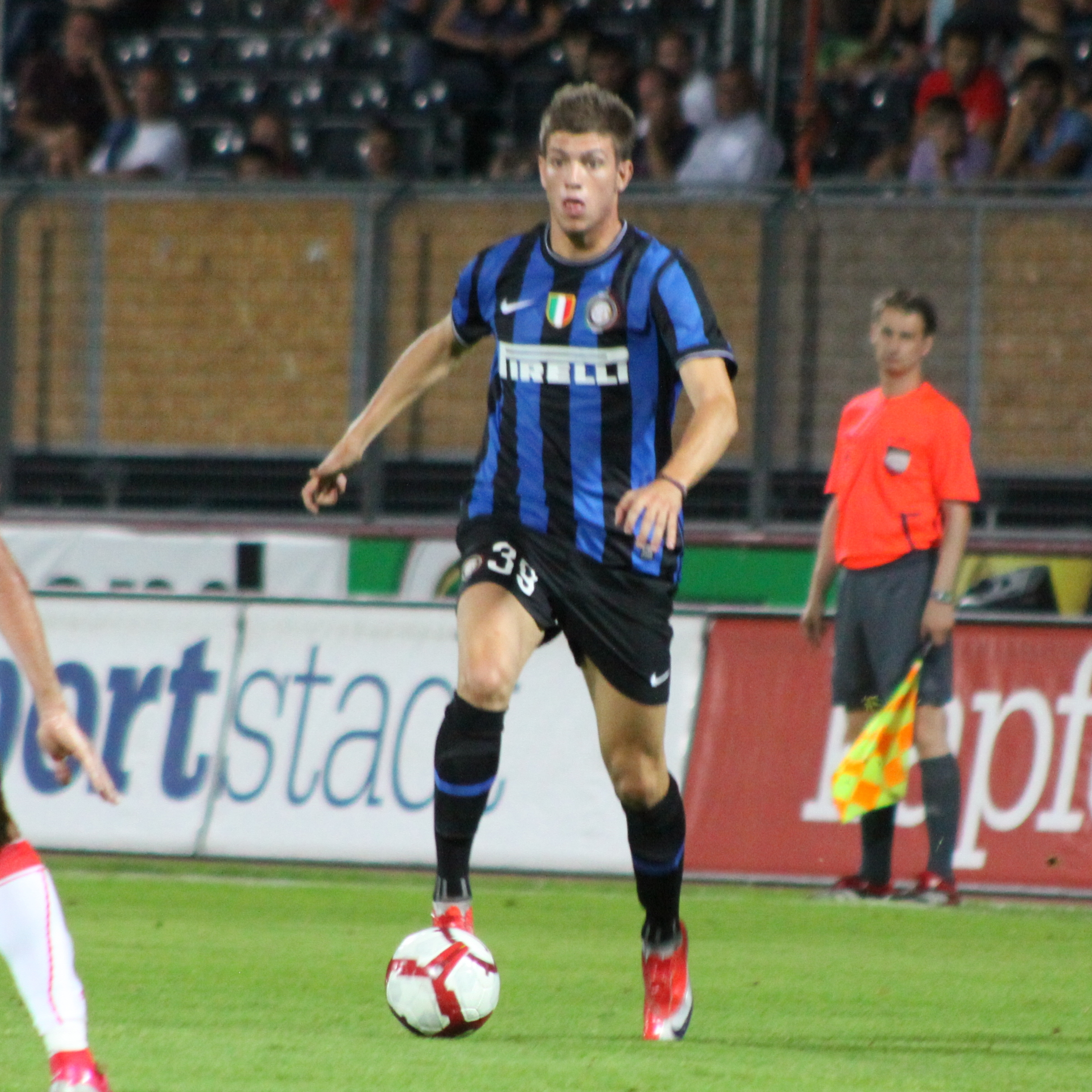
Давіде Сантон в складі «Інтера». 16 серпня 2009 року.

У дорослому футболі дебютував вже 2008 року виступами за команду клубу «Інтернаціонале», в якій провів три сезони, взявши участь у 40 матчах чемпіонату.
Другу половину сезону 2010-11 відіграв на умовах оренди у складі команди клубу «Чезена».
До складу англійського клубу «Ньюкасл Юнайтед» приєднався 2011 року. За три з половиною сезону встиг відіграти за команду з Ньюкасла 82 матчі в національному чемпіонаті.
2 лютого 2015 року «Інтернаціонале» домовилося про оренду Сантона з зобов'язанням викупу за 3,8 млн євро у випадку, якщо гравець проведе за клуб понад 10 матчів. Сантон відразу став основним гравцем команди і вже 19 березня провів свій 10 матч за клуб, яким стала гра Ліги Європи проти «Вольфсбурга», після чого став повноцінним гравцем «нерадзуррі». Утім основним гравцем міланської команди не став і протягом чотирьох сезонів був гравцем ротації.
Влітку 2018 року став частиною оборудки з переходу до «Інтера» Раджі Наїнгголана з римської «Роми», попрямувавши у зворотньому напрямі. Уклав з «вовками» чотирирічний контракт. Протягом перших трьох років у новій команді регулярно залучався до її складу, проте основним гравцем не став, зокрема через низку травм. З приходом влітку 2021 року на тренерський місток «Роми» Жозе Моурінью взагалі припинив потрапляти до заявки і протягом останнього року свого контракту жодної гри не провів.
Влітку 2022 року після завершення контракту з «Ромою» став вільним агентом. Не знайшовши варіантів продовження кар'єри, 31-річний гравець 9 вересня 2022 року оголосив про її завершення.

## Виступи за збірні
2007 року дебютував у складі юнацької збірної Італії, взяв участь у 16 іграх на юнацькому рівні, відзначившись 4 забитими голами.
З 2008 року залучається до складу молодіжної збірної Італії. На молодіжному рівні зіграв у 17 офіційних матчах.
2009 року дебютував в офіційних матчах у складі національної збірної Італії. Протягом п'яти сезонів провів у формі головної команди країни 8 матчів.
| Дата       | Місто      | Господарі  | Результат | Гості             | Турнір            | Голи | Примітки |
| ---------- | ---------- | ---------- | --------- | ----------------- | ----------------- | ---- | -------- |
| 06/06/2009 | Піза       | Італія     | 3 – 0     | Північна Ірландія | товариський матч  | -    |          |
| 10/06/2009 | Преторія   | Італія     | 4 – 3     | Нова Зеландія     | товариський матч  | -    | 61'      |
| 12/08/2009 | Базель     | Швейцарія  | 0 – 0     | Італія            | товариський матч  | -    |          |
| 05/09/2009 | Тбілісі    | Грузія     | 0 – 2     | Італія            | Відбір до ЧС 2010 | -    | 71'      |
| 14/10/2009 | Парма      | Італія     | 3 – 2     | Кіпр              | Відбір до ЧС 2010 | -    |          |
| 17/11/2010 | Клагенфурт | Румунія    | 1 – 1     | Італія            | товариський матч  | -    |          |
| 29/03/2011 | Київ       | Україна    | 0 – 2     | Італія            | товариський матч  | -    | 56'      |
| 06/02/2013 | Амстердам  | Нідерланди | 1 – 1     | Італія            | товариський матч  | -    |          |
| Усього     |            | Матчів     | 8         |                   | Голів             | 0    |          |

## Титули і досягнення
- Чемпіон Італії (2):

«Інтернаціонале»: 2008-09, 2009-10
- Володар Кубка Італії (1):

«Інтернаціонале»: 2009-10
- Володар Суперкубка Італії з футболу (2):

«Інтернаціонале»: 2008, 2010
- Переможець Ліги чемпіонів УЄФА (1):

«Інтернаціонале»: 2009-10
- Переможець клубного чемпіонату світу (1):

«Інтернаціонале»: 2010